# Stenasellus migiurtinicus
Stenasellus migiurtinicus is een pissebed uit de familie Stenasellidae. De wetenschappelijke naam van de soort is voor het eerst geldig gepubliceerd in 1974 door Messana, Chelazzi & Lanza.